# Człon proporcjonalny
Człon proporcjonalny, człon bezinercyjny, człon wzmacniający (ang. proportional term) – w automatyce to człon, który na wyjściu daje sygnał {\displaystyle y(t)} proporcjonalny do sygnału wejściowego {\displaystyle x(t){:}}
{\displaystyle y(t)=k\cdot x(t).}
Poddanie powyższego związku obustronnej transformacji Laplace’a daje związek pomiędzy transformatami obu sygnałów:
{\displaystyle Y(s)=k\ X(s).}
Stąd transmitancja członu proporcjonalnego ma postać:
{\displaystyle G(s)=Y(s)/X(s)=k,\quad k\in \mathbb {R} ,}
gdzie stała {\displaystyle k} jest współczynnikiem wzmocnienia.
Odpowiedź impulsowa:
{\displaystyle g(t)=k\cdot \delta (t).}
Charakterystyka skokowa członu proporcjonalnego wynosi:
- w dziedzinie operatorowej:

{\displaystyle H(s)=G(s)\cdot \left({\frac {1}{s}}\right)={\frac {k}{s}},}
- w dziedzinie czasu:

{\displaystyle h(t)=k\cdot \mathbf {1} (t).}
Charakterystyka amplitudowo-fazowa:
{\displaystyle G(j\omega )=k.}
Przyjmując {\displaystyle G(j\omega )=P(\omega )+jQ(\omega ),} otrzymuje się:
{\displaystyle P(\omega )=k,\ Q(\omega )=0.}
Charakterystyka fazowa:
{\displaystyle \phi (\omega )=0.}